# Lekkoatletyka na Letnich Igrzyskach Olimpijskich 1968 – pchnięcie kulą mężczyzn
Pchnięcie kulą mężczyzn podczas XIX Letnich Igrzysk Olimpijskich w Meksyku rozegrano 13 (kwalifikacje) i 14 października 1968 (finał) na Estadio Olímpico Universitario. Zwycięzcą został reprezentant Stanów Zjednoczonych Randy Matson, który w kwalifikacjach ustanowił rekord olimpijski pchnięciem na odległość 20,68 m.

## Rekordy

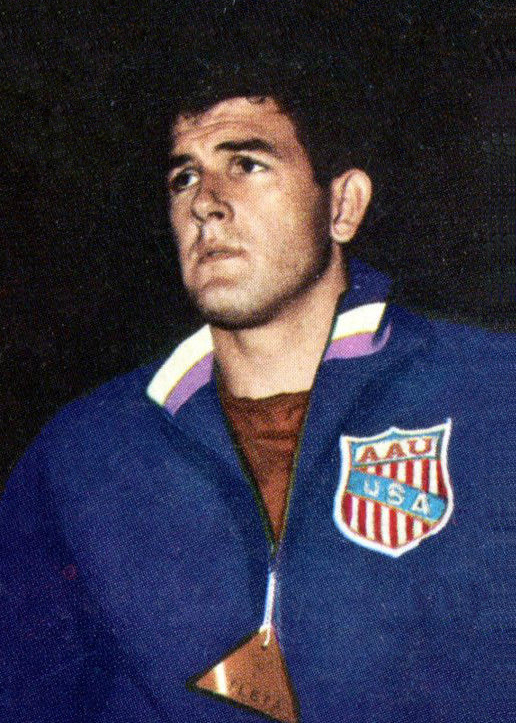
Randy Matson

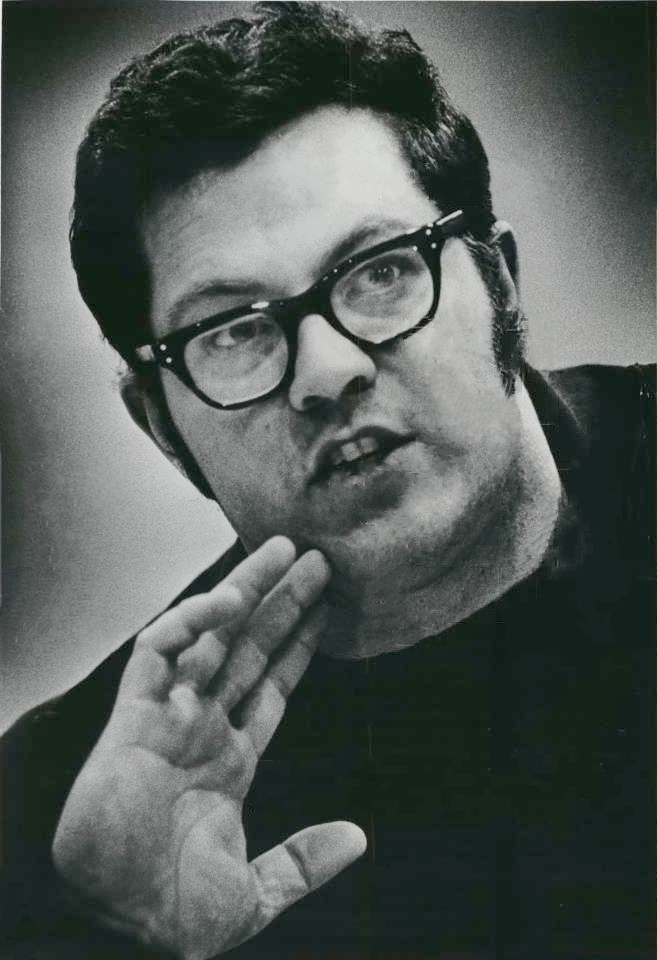
George Woods

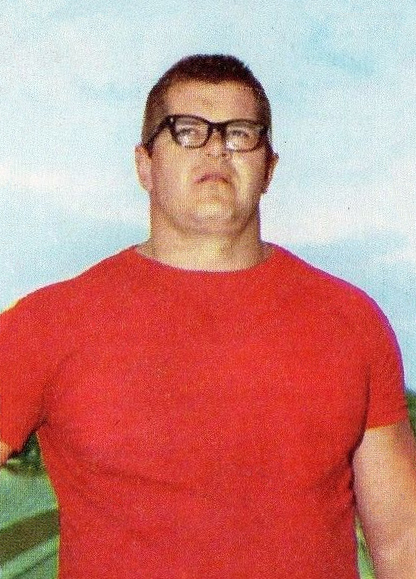
Eduard Guszczin

|                   | Zawodnik     | Narodowość        | Wynik | Data                      | Miejsce         |
| ----------------- | ------------ | ----------------- | ----- | ------------------------- | --------------- |
| Rekord świata     | Randy Matson | Stany Zjednoczone | 21,78 | 22 kwietnia 1967(dts)     | College Station |
| Rekord olimpijski | Dallas Long  | Stany Zjednoczone | 20,33 | 17 października 1964(dts) | Tokio           |

## Wyniki
| Poz. - pozycja |
| – rekord świata \| – rekord krajowy \| – rekord życiowy \| = – wyrównany rekord życiowy \| · – najlepszy wynik w sezonie \| = – wyrównany najlepszy wynik w sezonie \| – rekord olimpijski |
| DNF – nie ukończył \| DNS – nie wystartował \| DSQ – zdyskwalifikowany \| NM – Brak zaliczonej wysokości                                                                                   |

### Kwalifikacje
Do finału awansowali zawodnicy, którzy osiągnęli minimum 18,90 m (Q), względnie 12 najlepszych (gdyby mniej niż 12 zawodników osiągnęło minimum, q). Miotacze startowali w dwóch grupach (A i B).
| Poz. | Grupa | Zawodnik              | Reprezentacja     | Próby | Próby | Próby | Wynik | Uwagi |
| Poz. | Grupa | Zawodnik              | Reprezentacja     | 1     | 2     | 3     | Wynik | Uwagi |
| ---- | ----- | --------------------- | ----------------- | ----- | ----- | ----- | ----- | ----- |
| 1.   | A     | Randy Matson          | Stany Zjednoczone | 20,68 | –     | –     | 20,68 | Q,    |
| 2.   | A     | Eduard Guszczin       | ZSRR              | 19,88 | –     | –     | 19,88 | Q     |
| 3.   | A     | George Woods          | Stany Zjednoczone | 19,79 | –     | –     | 19,79 | Q     |
| 4.   | A     | Dieter Hoffmann       | NRD               | 18,30 | 19,75 | –     | 19,75 | Q     |
| 5.   | B     | Pierre Colnard        | Francja           | 19,57 | –     | –     | 19,57 | Q,    |
| 6.   | A     | Heinfried Birlenbach  | RFN               | 19,43 | –     | –     | 19,43 | Q     |
| 7.   | A     | Dave Maggard          | Stany Zjednoczone | 18,73 | 19,26 | –     | 19,26 | Q     |
| 8.   | A     | Uwe Grabe             | NRD               | 18,08 | 18,59 | 19,15 | 19,15 | Q     |
| 9.   | A     | Władysław Komar       | Polska            | 19,09 | –     | –     | 19,09 | Q     |
| 10.  | A     | Traugott Glöckler     | RFN               | 18,89 | 19,08 | –     | 19,08 | Q     |
| 11.  | B     | Les Mills             | Nowa Zelandia     | 18,56 | 19,00 | –     | 19,00 | Q     |
| 12.  | B     | Jeff Teale            | Wielka Brytania   | 18,76 | x     | 18,87 | 18,87 | q     |
| 13.  | A     | Vilmos Varjú          | Węgry             | 18,69 | x     | 18,86 | 18,86 |       |
| 14.  | B     | Arnjolt Beer          | Francja           | 18,72 | x     | x     | 18,72 |       |
| 15.  | B     | Edy Hubacher          | Szwajcaria        | 18,54 | 18,38 | x     | 18,54 |       |
| 16.  | B     | Guðmundur Hermannsson | Islandia          | 16,24 | 16,77 | 17,35 | 17,35 |       |
| 17.  | B     | Jeorjos Lemonis       | Grecja            | 16,43 | x     | x     | 16,43 |       |
| 18.  | B     | Rolando Mendoza       | Nikaragua         | 11,39 | 13,33 | 13,32 | 13,33 |       |
| 19.  | B     | Mauricio Jubis        | Salwador          | 12,04 | 12,46 | 12,92 | 12,92 |       |
| –    | B     | Rickard Bruch         | Szwecja           |       |       |       | DNS   |       |
| –    | B     | Jalal Keshmiri        | Iran              |       |       |       | DNS   |       |
| –    | A     | Dieter Prollius       | NRD               |       |       |       | DNS   |       |
| –    | A     | George Puce           | Kanada            |       |       |       | DNS   |       |
| –    | B     | Lahcen Samsam Akka    | Maroko            |       |       |       | DNS   |       |

### Finał
| Poz. | Zawodnik             | Reprezentacja     | Próby | Próby | Próby | Próby | Próby | Próby | Wynik | Uwagi |
| Poz. | Zawodnik             | Reprezentacja     | 1     | 2     | 3     | 4     | 5     | 6     | Wynik | Uwagi |
| ---- | -------------------- | ----------------- | ----- | ----- | ----- | ----- | ----- | ----- | ----- | ----- |
| 01 ! | Randy Matson         | Stany Zjednoczone | 20,54 | 20,09 | 18,67 | 20,15 | 20,02 | 20,18 | 20,54 |       |
| 02 ! | George Woods         | Stany Zjednoczone | 20,12 | x     | x     | –     | 19,19 | x     | 20,12 |       |
| 03 ! | Eduard Guszczin      | ZSRR              | 20,09 | 19,45 | 19,69 | x     | x     | 19,41 | 20,09 |       |
| 4.   | Dieter Hoffmann      | NRD               | 20,00 | 19,33 | 19,75 | 19,68 | 19,85 | 19,86 | 20,00 |       |
| 5.   | Dave Maggard         | Stany Zjednoczone | 19,43 | 19,33 | 18,46 | 18,90 | 19,15 | x     | 19,43 |       |
| 6.   | Władysław Komar      | Polska            | 18,66 | 19,28 | 18,54 | x     | x     | 19,21 | 19,28 |       |
| 7.   | Uwe Grabe            | NRD               | 18,20 | 18,74 | 19,03 | 17,43 | 17,66 | 18,34 | 19,03 |       |
| 8.   | Heinfried Birlenbach | RFN               | 18,80 | 18,48 | x     | 18,13 | 18,67 | x     | 18,80 |       |
| 9.   | Pierre Colnard       | Francja           | 18,62 | x     | 18,79 | NQ    | NQ    | NQ    | 18,79 |       |
| 10.  | Jeff Teale           | Wielka Brytania   | 18,65 | 18,57 | 18,60 | NQ    | NQ    | NQ    | 18,65 |       |
| 11.  | Les Mills            | Nowa Zelandia     | 18,18 | 18,01 | 17,95 | NQ    | NQ    | NQ    | 18,18 |       |
| 12.  | Traugott Glöckler    | RFN               | x     | 17,20 | 18,14 | NQ    | NQ    | NQ    | 18,14 |       |